# Médaille pour la victoire sur l'Allemagne dans la Grande Guerre patriotique de 1941-1945
La Médaille pour la victoire sur l'Allemagne dans la Grande Guerre patriotique de 1941-1945 (en russe : Медаль «За победу над Германией в Великой Отечественной войне 1941-1945 гг.») était une décoration militaire de l'URSS, créée par le Soviet suprême de l'Union soviétique le 9 mai 1945, pour commémorer la victoire de l'Armée soviétique sur le Front de l'Est de la Seconde Guerre mondiale. Elle fut décernée aux militaires ayant participé aux combats et aux membres du NKVD.

## Historique
La médaille est créée par la décision du Soviet suprême de l'Union soviétique. Les auteurs du design sont Evgueni Romanov et I. Andrianov.
Les récipiendaires de la décoration reçoivent par la suite les médailles des 20, 30 et 40 ans de la victoire. Après la dislocation de l'URSS, sous la fédération de Russie qui a succédé à l'Union des républiques socialistes soviétiques en 1991, les médailles commémoratives de cette série perdent leur statut de décorations nationales à la suite de la réorganisation du système des décorations du 7 septembre 2010. Ainsi sont décernées les médailles commémoratives des 50, 60, 65 et 70 ans de la victoire.

## Description
Médaille de forme ronde de 32 mm de diamètre fabriquée en laiton. Sur l'avers se trouve le profil gauche de Joseph Staline en tenue de maréchal de l'Union soviétique en relief. Sur le pourtour en haut, la description Notre cause est juste (Наше дело правое), en bas Nous avons vaincu (Мы победили). Au verso, la description sur le pourtour Pour la victoire sur l'Allemagne (За победу над Германией) et au centre sur trois lignes dans la Grande Guerre patriotique de 1941-1945 (в Великой Отечественной войне 1941—1945 гг.). Une maille relie la médaille au ruban de soie moirée de 24 mm de large avec trois rayures noires et deux orange. Sur le revers du ruban une épingle est fixée afin de maintenir la décoration au vêtement.

## Port de la médaille
La décoration se porte épinglée sur le côté gauche du vêtement.